# Grecja na Letnich Igrzyskach Olimpijskich 1960
Grecję na Letnich Igrzyskach Olimpijskich 1960 reprezentowało 48 zawodników (sami mężczyźni). Był to 14 start reprezentacji Grecji na letnich igrzyskach olimpijskich.

## Zdobyte medale
| Medal | Zawodnik                                               | Dyscyplina | Konkurencja  | Rezultat |
| ----- | ------------------------------------------------------ | ---------- | ------------ | -------- |
| Złoto | Konstantyn II Grecki Odiseas Eskidzoglu Jeorjos Zaimis | Żeglarstwo | Klasa Dragon | 6733 pkt |